# Гранд фестивал 2014.
Гранд фестивал 2014 — Буди хуман је пети такмичарски фестивал у организацији Гранд продукције. Полуфинале се одржало 1. и 2., а финале 3. децембра. Укупно је било 51 композиција. Полуфинала су директно преношена на Гранд народној телевизији за подручје Србије, ОБН Телевизији за подручје БиХ и Канал 5 телевизији за подручје Македоније, а финале на Првој српској телевизији, Телевизији Б92 за подручје Србије, ОБН Телевизији за подручје БиХ и Канал 5 телевизији за подручје Македоније.

## Пред Фестивал
Дана 7. октобра 2014. расписан је конкурс за све заинтересоване за учешће. Конкурс за ауторе и извђаче је био отворен до 25. новембра 2014. Песме се не смеју јавно објављивати до самог фестивала.Сви извођачи ће на овом фестивалу певати уживо.Учесници ће певати за болесну децу, за чије се лечење већ прикупља новац у оквиру хуманитарне фондације Нови Београд коју води Александар Шапић.

## Формат
Фестивал је трајао три вечери, 1. и 2. децембра су одржана полуфинала. У обе полуфиналне вечери је учествовало по 25 извођача. По 10 извођача из обе полуфиналне вечери ће ићи у финале које је одржано 3. децембра. У финалу ће учествовати 20 извођача. Одлуку о победнику ће уз публику доносити и 50-очлани жири којег ће чинити људи из света музике, спорта и филма који ће оцењивати такмичаре и у полуфиналима. Победник добија и високобуџетни спот и јаку рекламну подршку као и сви најбоље пласирани учесници који ће добити само рекламну подршку.Публика ће гласати за хуманост у све три вечери и то тако што ће слати СМС са бројем 1 на 3030.

## Учесници
Листа учесника је објављена 27. новембра.
| Извођач                               | Песма                         | Аутори                                                               |
| ------------------------------------- | ----------------------------- | -------------------------------------------------------------------- |
| Милица Тодоровић                      | Коначна одлука                | Драгиша Баша (м/т) Дејан Абадић (а)                                  |
| Тања Савић                            | Гинисов рекорд                | Марко Ђурашевић Махони (м/а) Јован Пеурача (т)                       |
| Снежана Ђуришић                       | Нико ме није волео као ти     | Горан Егановић (м/т) Александар Аца Софронијевић (а)                 |
| Дарко Лазић                           | Ја те волим                   | Шабан Шаулић (м) Мића Гавриловић (т) Борко Радивојевић (а)           |
| Мирна Радуловић и Давор Јовановић     | Слатка обмана                 | Никола Jашовић (м/т) Александар Саша Локнер (а)                      |
| Дејан Матић                           | Ако ми одеш ти                | Драгиша Баша (м/т) Дејан Абадић (а)                                  |
| Маја Николић                          | Шу-шу                         | Милутин Поповић Захар (м/т/а) Игор Кокић (а)                         |
| Душан Свилар                          | Шта ти знаш о љубави          | Никола Грбић (м/т) Александар Седлар (а)                             |
| Стеван Анђелковић                     | Никад праве љубави            | Калиопи (м/т) Дарко Димитров (а)                                     |
| Милан Топаловић                       | Године без ње                 | Близанци (м/а) Сања Арсић (т)                                        |
| Немања Стевановић                     | Не знам где сам пошао         | Немања Стевановић (м/т) Дејан Абадић (а)                             |
| Саша Капор                            | Свећа за здравље              | Саша Лазић (м/т) Аца Крсмановић (а)                                  |
| Јелена Костов                         | Љубав права                   | Саша Динић (м/а) Ана Динић (т)                                       |
| Оливер Драгојевић и Катарина Живковић | Дао би се кладит              | Дамир Хандановић (м/а) Марина Туцаковић (т)                          |
| Слободан Васић                        | Љубав у срцу балкана          | Дејан Филиповић Декси (м/а) Снежана Ага (т)                          |
| Небојша Војводић                      | Земља моја                    | Бојан Васић (м) Јелена Трифуновић (т) Марко Цветковић (а)            |
| Дарко Мартиновић                      | Падај кишо                    | Пеђа Меденица (м/т) Енџи (а)                                         |
| Мирза Селимовић                       | Тешко оном ко волио није      | Драган Брајовић Браја (м/т) Милан Рађен (а)                          |
| Коктел бенд                           | Бело                          | Зоран Златановић (м/т) Бојан Јеремић (а)                             |
| Луна                                  | Chardonnay                    | Чеда Чворак (м/т) Михајло Рајичић (а)                                |
| Блек пантерси                         | Због тебе                     | Бојан Мемишевић (м/а) Душан Куртић (т) Јелена Тасић (т)              |
| Инди                                  | Какав човек, таква жена       | Александар Перишић Ромарио (м) Марина Туцаковић (т) Дејан Абадић (а) |
| Андреана Чекић                        | Рођена да плачем              | Пеђа Меденица (м/т) Енџи (а)                                         |
| Мухарем Сербезовски                   | Ниси све изгубила             | Мухарем Сербезовски (м/т) Бертини Бекиров (а) Дурмиш Сербезовски (а) |
| Марко Гачић                           | Мајко моја мој анђеле         | Љубо Кешељ (м) Тешо Мркоњић (т) Игор Кокић (а)                       |
| Данијел Алибабић                      | Град                          | Данијел Алибабић (м/т) Сенад Дрешевић (а)                            |
| Милош Бркић                           | Где Пољубим                   | Мира Мијатовић (м/т) Аца Крсмановић (а)                              |
| Јадранка Барјактаровић                | Линија надања                 | Дарко Де Жан (м/т/а)                                                 |
| Мирјана Мирковић                      | Стопе љубави                  | Павле Радуловић (м/а) Гордана Гвозденовић (т)                        |
| Љуба Лукић                            | Љубав нема цену               | Раде Крстић (м/т) Милован Лукић (а)                                  |
| Сузана Динић и Скандал бенд           | Ништа опасно                  | Петар Бранковић (м/а) Ана Динић (т)                                  |
| Чеда Марковић                         | Ти си мој бол                 | Леонтина Вукомановић (м/т) Бане Васић (а)                            |
| Милена Новаковић                      | Једна сам ја                  | Миша Мијатовић (м) Влада 013 (т) Милош Михајловић (а)                |
| Ћира                                  | Подморница                    | Саша Милошевић Маре (м/т/а)                                          |
| Љубомир Перућица                      | Магнет за жене                | Драган Брајовић Браја (м/т) Милан Рађен (а)                          |
| Надица Адемов                         | Забрањена љубав               | Мића Николић (м) Андријана Јовановић (т) Саша Николић (а)            |
| Драги Домић                           | Само њу искрено бих љубио     | Горан Егановић (м/т) Саша Белгија (м) Енџи (а)                       |
| Стефан Петрушић и Вожд                | Позивам на љубав              | Горан Корцеба (м/т) Милан Поповић (а)                                |
| Милан Митровић                        | Мала                          | Милан Митровић (м/т/а) Дејан Момчиловић (а) Андра Жежељ Мареј (а)    |
| Руле                                  | Лажни дукати                  | Вера Милосављевић (м/т) Саша Катанчић (а)                            |
| Јелена Вучковић                       | Хајде да се љубимо            | Мила Милетић (м/т) Дејан Николић (а)                                 |
| Ивана Павковић                        | Сведок                        | Владимир Граић (м/а) Јована Радосављевић (т)                         |
| Александра Бурсаћ                     | Прва лига                     | Немања Антонић (м/а) Дивна Миловановић (т)                           |
| Јасмин Хасић                          | Узалуд за тебе питам          | Јасмин Хасић (м/т) Александар Аца Софронијевић (а)                   |
| Јоца Стефановић                       | Моје правило                  | Славко Стефановић Славкони (м) Т. Винчић (т) Јоца Стефановић (а)     |
| Биљана Сечивановић                    | Или све или ништа             | Бане Васић (м/а) Влада 013 (т)                                       |
| Петар Митић                           | Замало                        | Близанци (м/т/а)                                                     |
| Милан Динчић Динча                    | Да се исплачем                | Милан Динчић Динча (м/т) Марко Костић (а) Влада Илић (а)             |
| Мина Костић                           | Биће ми свака ноћ Нова година | Бане Васић (м/а) Влада 013 (т) Марко Глухаковић (а)                  |
| Рада Сарић                            | До задње чаше                 | Дамир Хандановић (м/а) Марина Туцаковић (т)                          |
| Дарко Филиповић                       | Још ми не даш мира            | Близанци (м/т/а)                                                     |

Међу учесницима је требало да се нађе и Босански певач Ал Дино, али је одустао од учешћа због породичних проблема.

## Полуфинале

### 1. полуфинале
Прво полуфинале је било одржано 1. децембра 2014. у Грандовом ТВ студију у Кошутњаку. Такмичило се 25 извођача, а гласовима 30-чланог жирија којег су чинили припадници из света музике и медија њих 10 је обезбедило пласман у финале.
| #   | Учесник                           | Песма                     |
| --- | --------------------------------- | ------------------------- |
| 1.  | Љубомир Перућица                  | Магнет за жене            |
| 2.  | Милош Бркић                       | Где пољубим               |
| 3.  | Јелена Костов                     | Љубав права               |
| 4.  | Љуба Лукић                        | Љубав нема цену           |
| 5.  | Луна                              | Chardonnay                |
| 6.  | Јелена Вучковић                   | Хајде да се љубимо        |
| 7.  | Стефан Петрушић и Вожд            | Позивам на љубав          |
| 8.  | Ивана Павковић                    | Сведок                    |
| 9.  | Сузана Динић и Скандал Бенд       | Ништа опасно              |
| 10. | Душан Свилар                      | Шта ти знаш о љубави      |
| 11. | Руле                              | Лажни дукати              |
| 12. | Давор Јовановић и Мирна Радуловић | Слатка обмана             |
| 13. | Дарко Филиповић                   | Још ми не даш мира        |
| 14. | Драги Домић                       | Само њу искрено бих љубио |
| 15. | Мирза Селимовић                   | Тешко оном ко волио није  |
| 16. | Инди                              | Какав човек, таква жена   |
| 17. | Немања Стевановић                 | Не знам где сам пошао     |
| 18. | Милена Новаковић                  | Једна сам ја              |
| 19. | Коктел бенд                       | Бело                      |
| 20. | Тања Савић                        | Гинисов рекорд            |
| 21. | Јован Стефановић                  | Моје правило              |
| 22. | Дејан Матић                       | Ако ми одеш ти            |
| 23. | Слободан Васић                    | Љубав у срцу балкана      |
| 24. | Надица Адемов                     | Забрањена љубав           |
| 25. | Дарко Мартиновић                  | Падај кишо                |

### 2. полуфинале
Друго полуфинале је одржано 2. децембра 2014. у Грандовом ТВ студију у Кошутњаку. Такмичило се 26 извођача, а гласовима 30-чланог жирија којег су чинили припадници из света музике и медија њих 10 је обезбедило пласман у финале.
| #   | Учесник                               | Песма                         |
| --- | ------------------------------------- | ----------------------------- |
| 1.  | Небојша Војводић                      | Земља моја                    |
| 2.  | Јасмин Хасић                          | Узалуд за тебе питам          |
| 3.  | Маја Николић                          | Шу-шу                         |
| 4.  | Данијел Алибабић                      | Град                          |
| 5.  | Оливер Драгојевић и Катарина Живковић | Дао би се Кладит              |
| 6.  | Ћира                                  | Подморница                    |
| 7.  | Јадранка Барјактаровић                | Линија надања                 |
| 8.  | Милан Динчић Динча                    | Да се исплачем                |
| 9.  | Милан Митровић                        | Мала                          |
| 10. | Андреана Чекић                        | Рођена да плачем              |
| 11. | Блек пантерси                         | Због тебе                     |
| 12. | Рада Сарић                            | До задње чаше                 |
| 13. | Милан Топаловић                       | Године без ње                 |
| 14. | Чеда Марковић                         | Ти си мој бол                 |
| 15. | Биљана Сечивановић                    | Или све или ништа             |
| 16. | Дарко Лазић                           | Ја те волим                   |
| 17. | Александра Бурсаћ                     | Прва лига                     |
| 18. | Стеван Анђелковић                     | Никад праве љубави            |
| 19. | Снежана Ђуришић                       | Нико ме није волео као ти     |
| 20. | Саша Капор                            | Свећа за здравље              |
| 21. | Мина Костић                           | Биће ми свака ноћ Нова година |
| 22. | Петар Митић                           | Замало                        |
| 23. | Мирјана Мирковић                      | Стопе љубави                  |
| 24. | Мухарем Сербезовски                   | Ниси све изгубила             |
| 25. | Марко Гачић                           | Мајко моја мој анђеле         |
| 26. | Милица Тодоровић                      | Коначна одлука                |

## Финале
Финале је одржано 3. децембра 2014. у Грандовом ТВ Студију у Кошутњаку. Такмичило се 20 извођача, а одлуку о победнику је доносио жири који је био подељен у 13 категорија (у свакој по три члана жирија).
| #   | Учесник                           | Песма                     | Пласман | Поени |
| --- | --------------------------------- | ------------------------- | ------- | ----- |
| 1.  | Дарко Мартиновић                  | Падај кишо                | 14.     | 13    |
| 2.  | Ивана Павковић                    | Сведок                    | 11.     | 19    |
| 3.  | Коктел бенд                       | Бело                      | 20.     | 2     |
| 4.  | Стеван Анђелковић                 | Никад праве љубави        | 9.      | 29    |
| 5.  | Мирза Селимовић                   | Тешко оном ко волио није  | 19.     | 5     |
| 6.  | Биљана Сечивановић                | Или све или ништа         | 18.     | 9     |
| 7.  | Небојша Војводић                  | Земља моја                | 17.     | 10    |
| 8.  | Давор Јовановић и Мирна Радуловић | Слатка обмана             | 6.      | 47    |
| 9.  | Јелена Костов                     | Љубав права               | 10.     | 25    |
| 10. | Душан Свилар                      | Шта ти знаш о љубави      | 12.     | 18    |
| 11. | Милан Динчић Динча                | Да се исплачем            | 7.      | 47    |
| 12. | Снежана Ђуришић                   | Нико ме није волео као ти | 1.      | 130   |
| 13. | Милан Топаловић                   | Године без ње             | 8.      | 44    |
| 14. | Немања Стевановић                 | Не знам где сам пошао     | 13.     | 15    |
| 15. | Данијел Алибабић                  | Град                      | 15.     | 12    |
| 16. | Милица Тодоровић                  | Коначна одлука            | 2.      | 103   |
| 17. | Дарко Лазић                       | Ја те волим               | 5.      | 54    |
| 18. | Дејан Матић                       | Ако ми одеш ти            | 3.      | 96    |
| 19. | Мухарем Сербезовски               | Ниси све изгубила         | 16.     | 10    |
| 20. | Тања Савић                        | Гинисов рекорд            | 4.      | 66    |

## Резултати
|                     |     | Резулати |    |    |    |    |    |    |    |    |    |    |    |    |
| Поени               | 01  | 02       | 03 | 04 | 05 | 06 | 07 | 08 | 09 | 10 | 11 | 12 | 13 |    |
| Учесници            |     |          |    |    |    |    |    |    |    |    |    |    |    |    |
| Дарко Мартиновић    | 13  |          |    | 6  |    |    |    | 6  |    |    |    |    |    | 1  |
| Ивана Павковић      | 19  | 2        |    |    | 7  |    |    | 3  |    |    | 7  |    |    |    |
| Коктел бенд         | 2   |          |    |    | 1  | 1  |    |    |    |    |    |    |    |    |
| Стеван Анђелковић   | 29  | 1        | 6  | 3  | 2  |    | 6  |    |    |    |    | 1  | 5  | 5  |
| Мирза Селимовић     | 5   |          |    | 2  |    |    |    |    |    |    |    | 2  | 1  |    |
| Биљана Сечивановић  | 9   | 3        | 5  |    |    |    |    |    | 1  |    |    |    |    |    |
| Небојша Војводић    | 10  | 5        |    |    |    |    | 3  |    |    | 2  |    |    |    |    |
| Давор и Мирна       | 47  | 4        |    | 5  | 12 |    | 1  |    |    |    | 8  | 7  | 4  | 6  |
| Јелена Костов       | 25  |          | 4  |    |    | 4  |    | 5  |    | 3  | 6  |    | 3  |    |
| Душан Свилар        | 18  |          |    |    | 8  | 2  |    |    | 7  | 1  |    |    |    |    |
| Милан Динчић Динча  | 47  | 8        |    | 8  |    | 6  | 7  | 2  | 5  | 4  | 2  | 3  | 2  |    |
| Снежана Ђуришић     | 130 | 10       | 12 | 12 | 4  | 10 | 10 | 12 | 8  | 10 | 12 | 12 | 8  | 10 |
| Милан Топаловић     | 44  |          |    | 10 |    | 3  | 4  | 10 | 6  | 7  |    | 4  |    |    |
| Немања Стевановић   | 15  |          | 1  |    |    |    |    |    |    |    | 4  |    | 7  | 3  |
| Данијел Алибабић    | 12  |          | 3  |    |    |    |    | 1  |    |    |    |    | 6  | 2  |
| Милица Тодоровић    | 103 | 7        | 7  |    | 10 | 5  | 5  | 7  | 12 | 12 | 10 | 8  | 12 | 8  |
| Дарко Лазић         | 54  | 6        | 10 |    |    | 12 | 2  |    | 4  | 8  | 3  | 5  |    | 4  |
| Дејан Матић         | 96  | 12       | 8  | 7  | 5  | 7  | 12 | 8  | 10 | 5  | 5  | 10 |    | 7  |
| Мухарем Сербезовски | 10  |          |    | 1  | 6  |    |    |    | 3  |    |    |    |    |    |
| Тања Савић          | 66  |          | 2  | 4  | 3  | 8  | 8  | 4  | 2  | 6  | 1  | 6  | 10 | 12 |

Жири су чинили:
- 01-жири поп и фолк певача
- 02-жири фолк певачица
- 03-жири поп певача
- 04-жири текстописаца
- 05-жири композитора и инструменталиста
- 06-жири композитора и текстописца
- 07-жири хуманитарних фондација
- 08-жири естрадних менаџера
- 09-жири ТВ центара
- 10-жири дневних листова
- 11-жири ТВ водитеља
- 12-жири недељних магазина
- 13-жири радио станица